# Joseph David Beglar

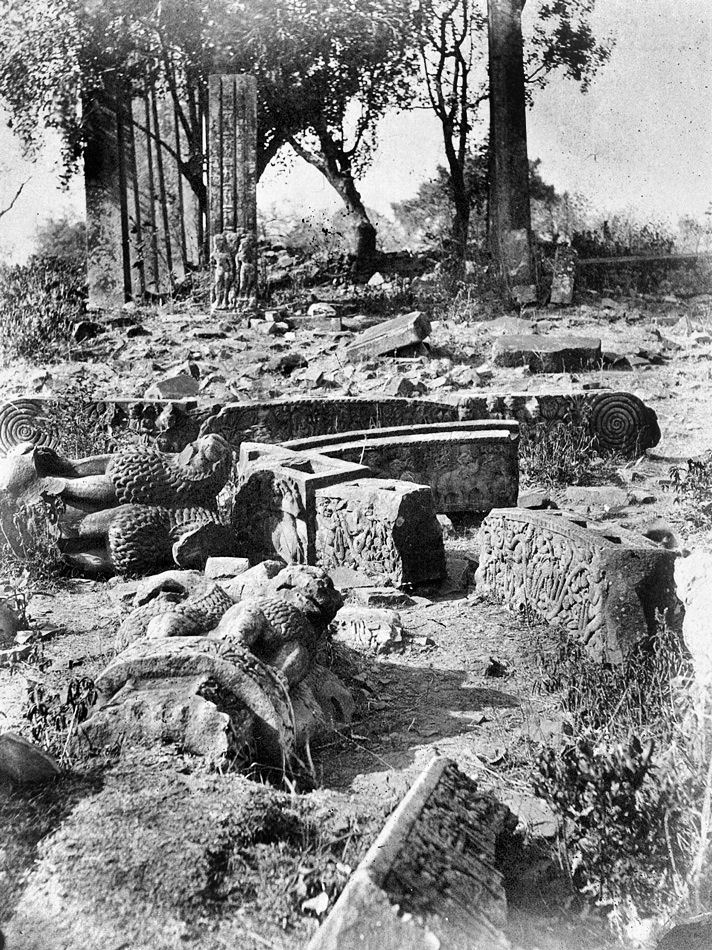
Joseph David Beglar: Zřícenina Jižní brány, Sánčí v roce 1875

Joseph David Beglar, nebo Joseph David Freedone Melik Beglar (1845–1907), byl arménsko - indický inženýr, archeolog a fotograf, který pracoval v Britské Indii a dokumentoval archeologický průzkum v Indii. Je známý svými obrazy chrámů a náboženského umění. Byl asistentem Alexandra Cunninghama.

## Dílo
- Report of a Tour through the Bengal Provinces (1878)
- Report of Tours in the South-eastern Provinces in 1874-1875 and 1875-1876 Google Books
- Report of a Tour in Bundelkhand and Malwa, 1871-1872: And in the Central Provinces, 1873-74
- Report for the Year 1871-1872, Delhi and Agra

## Galerie

Socha ženy Kichang, Britská Indie
Chrám Pataini, Britská Indie
Socha Buddhy, Rajaona, Britská Indie, 1897
Sochy Hindu, Rajaona, Britská Indie, 1897
Socha Buddhy, Ghenjan, Britská Indie, 1897
Chrám na Telkupi, Britská Indie, 1897